# U.S. Highway 69
Der U.S. Highway 69 ist eine Fernstraße des United States Numbered Highway System. Die Straße beginnt in Albert Lea im Bundesstaat Minnesota und verläuft, wie die meisten U.S. Highways mit ungerader Nummerierung, in Nord-Süd-Richtung. Die Fernstraße durchquert hierbei die Bundesstaaten Iowa, Missouri, Kansas und Oklahoma. Der U.S. Highway 69 endet schließlich in Port Arthur im Bundesstaat Texas.
Der Highway war einer der ursprünglich im Jahr 1927 ausgewiesenen U.S. Highways. Er reichte damals allerdings nur von Leon (Iowa) nach Kansas City (Missouri). 1934 wurde die Streckenführung des U.S. Highway 65 geändert und Teile dessen Strecke dem Highway 69 zugewiesen. Hierdurch verlängerte sich diese Straße im Norden zunächst bis Des Moines. 1935 wurde dann die heutige Streckenlänge ausgewiesen.